# Valeska Röver
Valeska Röver (ur. 6 lutego 1849 w Hamburgu, zm. 31 marca 1931 tamże) – niemiecka artystka zajmująca się malarstwem i rzemiosłem artystycznym, założycielka szkoły artystycznej dla kobiet w Hamburgu.

## Życiorys

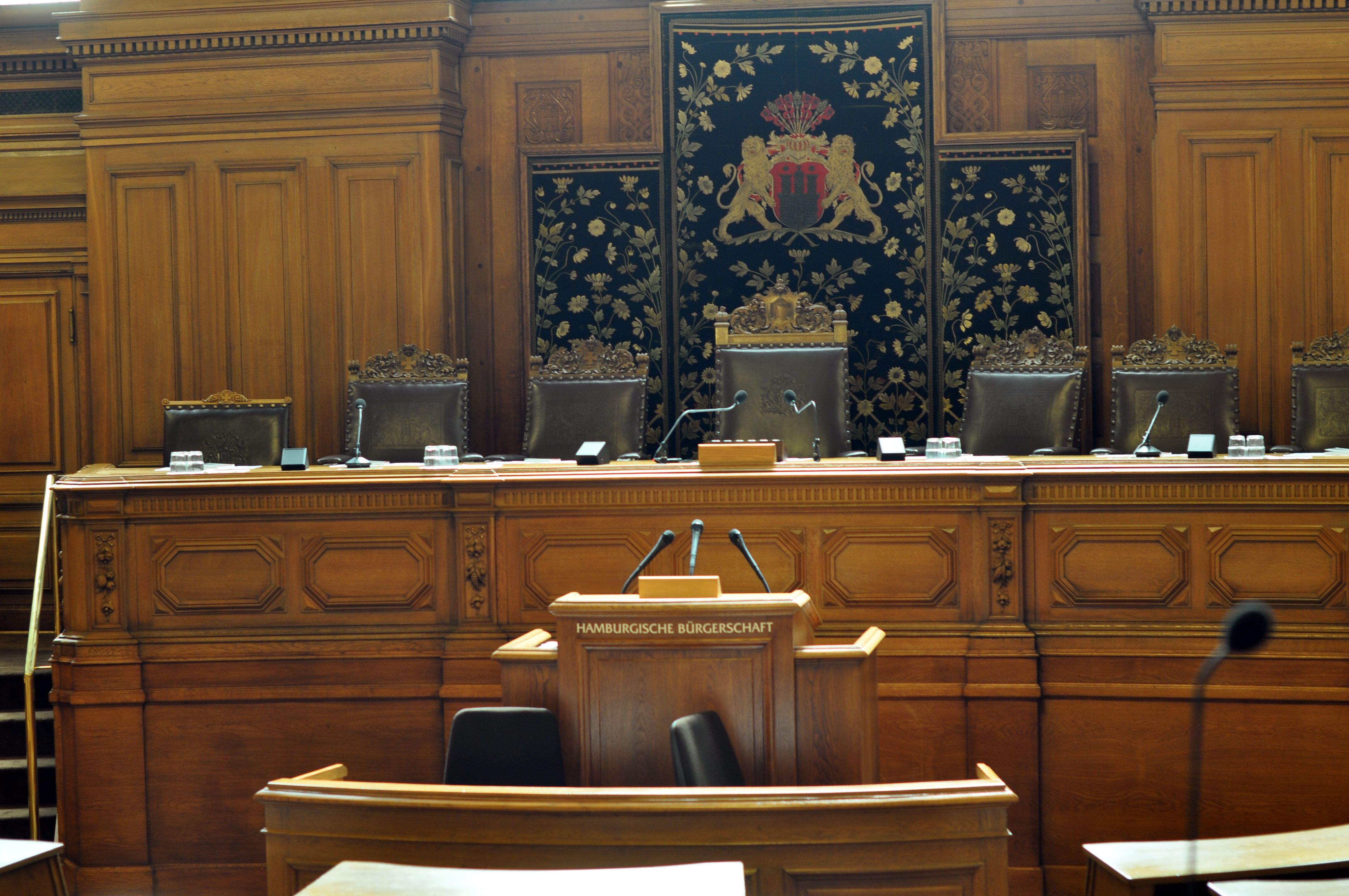
Tkanina dekoracyjna za fotelem burmistrza Hamburga autorstwa Röver

Kształciła się u Franza Skarbiny w Berlinie i w Académie Julian w Paryżu. Malowała głównie martwe natury z owocami i kompozycje kwiatowe, a także zajmowała się tkaninami dekoracyjnymi. Stworzyła dwie haftowane tkaniny dla sal reprezentatywnych w ratuszu w Hamburgu. W 1891 roku założyła w Hamburgu szkołę malarstwa i rzemiosła artystycznego dla kobiet, ponieważ miejska akademia sztuk pięknych nie przyjmowała studentek. W jej szkole uczył m.in. Ernst Eitner i Arthur Illies, a pośród studentek były Gretchen Wohlwill i Alma del Banco.
Röver należała do założycieli stowarzyszenia secesji hamburskiej.